# Batalla del riu Kalka
La batalla del riu Kalka fou un fet d'armes esdevingut el 31 de maig del 1223 entre les forces de l'Imperi Mongol, encapçalades per Djebé i Subotai, i una coalició de principats russos, entre els quals hi havia Kíev i Galítsia-Volínia, aliats amb els cumans menats per Köten. La coalició es trobava sota el comandament conjunt de Mstislav l'Ardit i Mstislav III de Kíev. Els contrincants entaularen el combat a les ribes del riu Kalka, en allò que avui en dia és l'óblast de Donetsk (Ucraïna). El resultat fou una victòria decisiva dels mongols.